# Mount Harvard
Mount Harvard is een berg in Chaffee County, Colorado, Verenigde Staten van Amerika.
De Mount Harvard is de hoogste top van Collegiate Peaks en de op twee na hoogste top van de Rocky Mountains. Het gebergte ligt in het San Isabel National Forest.
Mount Harvard werd in 1869 voor het eerst beklommen door een groep van de Harvard Mining School, die de berg haar naam gaven. Ook de bergen in de omgeving kregen zo hun naam. Het gebergte zelf werd Collegiate Peaks genoemd. De beklimming neemt een dag in beslag en geldt niet als een technisch lastige beklimming. Een beklimming van Mount Harvard wordt vaak gecombineerd met een beklimming van de Mount Columbia.